# Chiến dịch Tây Xuyên
Chiến dịch Tây Xuyên, hay Lưu Bị chiếm Tây Xuyên hoặc Lưu Bị chiếm Ích Châu là một loạt các chiến dịch quân sự của tập đoàn quân phiệt Lưu Bị cầm đầu trong việc chiếm đoạt Tây Xuyên (phần lớn Ích châu đương thời, bao gồm Tứ Xuyên và Trùng Khánh ngày nay) đang nằm dưới tay của quân phiệt Lưu Chương. Chiến dịch diễn ra từ đầu năm 212 đến năm 214 và được xem là giai đoạn đầu của thời kỳ Tam Quốc trong lịch sử Trung Quốc. Chiến dịch kết thúc với chiến thắng cho Lưu Bị và tiếp quản các quận từ tay Lưu Chương. Ích Châu sau này là nền tảng cho cơ đồ nhà Thục Hán.

## Bối cảnh
Sau thất bại ở trận Xích Bích, ý định thống nhất Trung Quốc của Tào Tháo bị chặn lại, cục diện Tam Quốc bắt đầu được hình thành. Thế lực của quân phiệt Tôn Quyền được dịp bành trướng và đặc biệt là quân phiệt Lưu Bị đang nguy cấp được hồi sinh mạnh mẽ, cùng nhau đánh chiếm phần lớn Kinh châu từ tay Tào Tháo.
Trong chiến lược tranh bá thiên hạ của cả Lưu Bị và Tôn Quyền đều coi Ích châu của Lưu Chương là vùng đất phải lấy. Những người vạch chiến lược như Gia Cát Lượng bên Lưu Bị và Lỗ Túc, Chu Du bên Tôn Quyền đều đề nghị chủ mình phải chiếm được Ích châu. Trong khi đó, Tào Tháo trước khi quan tâm tới vùng đất của Lưu Chương cần gấp rút giải quyết mối lo gần hơn và mạnh hơn là Mã Siêu – Hàn Toại ở Tây Lương và thực hiện chiến dịch Tây chinh. Còn lại Trương Lỗ ở Đông Xuyên là vùng đệm nằm giữa Mã Siêu với Lưu Chương, các quân phiệt Tào – Lưu – Tôn đều đặt ra mục tiêu thôn tính.
Trong nội bộ Ích châu, Lưu Chương và Trương Lỗ có thù. Ban đầu Trương Lỗ đồng mưu với cha Lưu Chương là Lưu Yên cùng ly khai triều đình nhà Hán, nhưng khi Lưu Yên chết thì Trương Lỗ không thần phục Lưu Chương nữa, Lưu Chương bèn giết gia quyến Trương Lỗ. Do Trương Lỗ muốn báo thù nên Lưu Chương luôn phải lo phòng chống.
Tại nội bộ Tây Xuyên lúc đó cũng có chia rẽ. Hàng ngũ quan lại Ích châu lúc đó vẫn chia làm 2 phe: những người đồng hương với cha con Lưu Yên, Lưu Chương từ Tràng An, Nam Dương phía đông tới gọi là "tập đoàn Đông châu" và những người Thục bản địa gọi là "tập đoàn Ích châu". Cha con Lưu Chương vốn ưu tiên địa vị cho những người thuộc tập đoàn Đông châu khiến những người Ích châu bản địa bất mãn.

## Trước cuộc chiến

### Lưu Bị và Tôn Quyền tranh đường
Trước khi qua đời (210), Chu Du đã hiến kế cùng Tôn Du đi đánh vào chiếm đất Thục, rồi diệt luôn Trương Lỗ, liên kết với Mã Siêu cùng chống Tào Tháo. Các sử gia cho rằng kế của Chu Du bên ngoài là đối địch với Tào Tháo, bên trong là ngầm thanh toán Lưu Bị, vì đi đánh Thục sẽ đi ngang qua địa bàn phía bắc Kinh châu của Lưu Bị.
Lưu Bị và Gia Cát Lượng phải ra sức ngăn cản Tôn Quyền thi hành kế của Chu Du. Trong lúc vẫn chưa "mượn" được Giang Lăng (Nam quận thuộc Kinh châu) của Tôn Quyền, Lưu Bị nhân danh xót thương Lưu Chương là người cùng trong tông thất, một mặt dùng lễ viết thư xin Tôn Quyền tạm thời đừng ra quân, mặt khác ông sai Quan Vũ ra đóng quân ở ngoài Giang Lăng, Trương Phi đóng quân ở Tỷ Quy, còn mình tự cầm quân ra Chiêm Lăng, có ý bảo vệ cho Lưu Chương. Tôn Quyền biết bèn lệnh cho Tôn Du tạm hoãn binh chưa cử động.
Chu Du đang trên đường về Giang Lăng chuẩn bị khởi binh thi hành kế đánh Thục được Tôn Quyền đồng tình thì lâm bệnh mất. Do tác động của người kế tục Chu Du là Lỗ Túc muốn củng cố liên minh chống Tào, Tôn Quyền thực hiện giao ước đổi Nam quận lấy Giang Hạ (tức là "cho Lưu Bị mượn Kinh châu") rồi lệnh cho Tôn Du lui binh về Giang Đông.

### Ý đồ của Trương Tùng và Pháp Chính
Ở Ích châu, Lưu Chương có 3 mối lo: thù với Trương Lỗ, sự đe dọa của Tào Tháo và sự chống đối của các thế lực bản địa người Thục vẫn chưa thực sự phục tùng cha con Lưu Chương. Hai thủ hạ của Lưu Chương là Trương Tùng và Pháp Chính có cảm tình với Lưu Bị, không muốn thờ Lưu Chương kém cỏi, nên ra sức thuyết phục Lưu Chương dựa vào Lưu Bị để tự cường.
Lưu Chương từng muốn dựa vào Tào Tháo nên sai Trương Tùng đi sứ. Trương Tùng gặp Tào Tháo ở Kinh châu, khi quân Tào vừa đánh chiếm nơi đây. Vì bị Tào Tháo coi thường khi gặp mặt, Trương Tùng trở về Thục đúng lúc vừa diễn ra trận Xích Bích, quân Tào đại bại, bèn khuyên Lưu Chương đổi thái độ với Tào Tháo. Sau đó cũng theo sự tiến cử của Trương Tùng, Lưu Chương cử Pháp Chính qua lại thành Công An gặp Lưu Bị để liên hợp chống Tào, lại sai Mạnh Đạt mang vài ngàn binh mã tới cho Lưu Bị sai khiến.
Do sự ca ngợi của Pháp Chính, Lưu Chương rất tin Lưu Bị có tài và nhân đức. Năm 211, Tào Tháo sau khi đánh bại Mã Siêu và Hàn Toại đã sai Chung Do và Hạ Hầu Uyên chuẩn bị binh mã để tấn công Trương Lỗ ở Ích châu. Điều đó khiến Lưu Chương càng sợ hãi, bèn nghe theo Trương Tùng, lại sai Pháp Chính sang Kinh châu mời Lưu Bị mang quân vào Tây Xuyên.

## Diễn biến

### Lưu Bị tây tiến
Được lời mời của Lưu Chương qua Pháp Chính và qua sự tán đồng của 2 tham mưu Bàng Thống và Gia Cát Lượng, Lưu Bị coi đây là thời cơ tốt để tiến vào Ích châu. Mùa đông năm 211, Lưu Bị khởi binh đi Ích châu. Theo đề nghị của Gia Cát Lượng, để tránh bị Lưu Chương nghi ngờ, Lưu Bị mang theo không nhiều quân, và dùng những tướng mới gia nhập sang Xuyên.
Bộ chỉ huy tây chinh gồm có mưu sĩ mới Bàng Thống, 2 hàng tướng Hoàng Trung, Ngụy Diên và chưa tới 1 vạn quân, với sắp xếp để Hoàng Trung đi tiền quân, Lưu Bị tự đi trung quân cùng Lưu Phong và Quan Bình, Ngụy Diên đi hậu quân. Các sử gia đánh giá cao sự táo bạo của Lưu Bị trong việc mang theo một lực lượng mỏng và hầu hết là những người mới theo hàng, vì nếu Lưu Chương chủ động trở mặt trước thì Lưu Bị sẽ gặp nguy hiểm.
Lưu Bị giao cho Quan Vũ ở lại trấn thủ Kinh châu, đóng tại Giang Lăng; giúp việc là Gia Cát Lượng, Trương Phi đóng quân phòng thủ mặt sông Trường Giang, còn Triệu Vân nắm binh ở Công An trông nom gia quyến Lưu Bị.
Phía Tôn Quyền, tướng Tôn Du đã rút quân về Giang Đông chưa lâu thì nghe tin Lưu Bị mang quân lên đường tiến vào Tây Xuyên. Thấy mình bị Lưu Bị lừa gạt, Tôn Quyền bực tức chửi ầm ĩ.
Để tránh bị người Thục nghi ngờ, Lưu Bị đóng trung quân ở Điếm Giang. Mạnh Đạt theo lệnh của Lưu Chương, ra Phù Thành cách Thành Đô 360 dặm nghênh đón ông. Sau đó Lưu Chương mang 3 vạn quân hỗn hợp kỵ binh và bộ binh ra đón tiếp. Hai người hội ngộ. Pháp Chính và Bàng Thống ngầm khuyên ông nên mở "Hồng môn yến", mời Lưu Chương đến dự rồi bất ngờ bắt giết để đoạt Ích châu. Tây Xuyên mất chủ sẽ nhanh chóng quy thuận Lưu Bị, sẽ tránh được việc động binh. Nhưng Lưu Bị không đồng tình, vì mới vào cõi phải lấy lòng người, không thể làm việc bất nghĩa như vậy.

### Hai họ Lưu trở mặt
Sau đó Lưu Chương cấp cho Lưu Bị quân sĩ cùng rất nhiều quân trang, vật tư, lại giao cả cánh quân của 2 tướng Cao Bái, Dương Hoài ở Bạch Thủy cho ông điều động, giục ông lên phía bắc đánh Trương Lỗ, còn bản thân Lưu Chương trở về Thành Đô.
Lưu Bị có tổng số quân lên 3 vạn, nhưng theo kế của Bàng Thống, khi tiến lên phía bắc gần địa giới Hán Trung thì dừng lại đóng quân tại Hà Manh nhằm mục đích ban bố ân đức lấy lòng người Thục bản địa, không hành động gì suốt 1 năm.
Dương Hoài và Cao Bái ở Bạch Thủy báo cho Lưu Chương việc Lưu Bị án binh không tiến lên phía bắc khiến Lưu Chương bắt đầu nghi ngờ. Đúng lúc đó, tháng 12 năm 212, Tào Tháo nam chinh đánh Tôn Quyền, Tôn Quyền cầu cứu Lưu Bị chi viện. Lưu Bị bèn viết thư cho Lưu Chương, khẩn khoản nói phải cứu đồng minh Tôn Quyền và bảo vệ Kinh châu, xin cấp 1 vạn quân nữa. Lưu Chương nghi ngờ ông, nên giảm nửa số vật tư lương thảo đề nghị, và chỉ cho 4000 quân. Lưu Bị được số quân lương của Lưu Chương, liền truyền tin chuẩn bị nhổ trại lên đường về Kinh châu trợ chiến Tôn Quyền.
Các sử gia đánh giá rằng không kết luận được Lưu Bị tuyên bố về đông là thật hay chỉ để đánh lừa Lưu Chương, nhưng điều đó khiến Trương Tùng ở Thành Đô hốt hoảng, sợ ý định rước Lưu Bị thay Lưu Chương đổ vỡ, vội viết thư cho Lưu Bị đề nghị ông hãy ở lại. Bức thư đó bị anh Trương Tùng là Trương Túc biết được, bèn đi tố cáo với Lưu Chương. Lưu Chương bèn bắt giết Trương Tùng.
Trong khi tin Trương Tùng chết còn chưa truyền tới chỗ Lưu Bị và ải Bạch Thủy, Bàng Thống giục Lưu Bị phải hành động, vì Lưu Chương đã tỏ ra nghi ngờ nên mới cấp ít quân lương. Trong 3 kế của Bàng Thống đưa ra, ông dùng trung sách, vẫn thân thiện với Dương Hoài và Cao Bái, triệu tập 2 người đến bàn việc quân. Hai tướng trấn giữ Bạch Thủy chưa biết lệnh mới của Lưu Chương nên đến trại Lưu Bị. Ông lập tức bắt giữ hai tướng và trách cứ Lưu Chương bội ước cấp ít quân, rồi nhân lý do đó giao ải Hà Manh lại cho Hoắc Tuấn, mang quân đánh chiếm ải Bạch Thủy.

### Chiếm Bồi Thành
Sau khi chiếm Bạch Thủy, Lưu Bị bắt các tướng sĩ tại đây phải để lại gia quyến làm con tin, rồi điều họ đi cùng Hoàng Trung, Trác Ưng làm tiên phong đi đánh Bồi Thành.
Lưu Chương bèn điều quân đối phó. Một mặt, ông sai Lưu Hội, Lãnh Bào, Trương Nhiệm và Đặng Hiền, dẫn năm vạn quân, đi gấp ra giữ thành huyện Lạc, phối hợp với Ngô Ý phòng thủ Miên Trúc, để cự nhau với Lưu Bị. Mặt khác, Lưu Chương sai các tướng Phù Cấm, Hướng Tồn dẫn hơn vạn người từ trên Lăng Thủy vây đánh ải Hà Manh mà Hoắc Tuấn đang trấn giữ.
Tin Trương Tùng chết truyền đến khiến Lưu Bị buộc phải công khai đẩy mạnh chiến tranh với Lưu Chương. Ông sai mang Dương Hoài và Cao Bái ra giết chết. Hoàng Trung tiến đến Miên Trúc, tướng Ích châu là Ngô Ý lập tức đầu hàng. Quân Trương Nhiệm thiếu chuẩn bị nên bị đánh tan tác. Lưu Bị chiếm được Bồi Thành, Trương Nhiệm phải rút chạy về phía nam lập trận tuyến phòng thủ.
Lưu Chương sai tướng Lý Nghiêm mang quân ra tiếp ứng cho Trương Nhiệm. Lý Nghiêm vốn là đồng hương của Pháp Chính và Mạnh Đạt nên cũng có thiện cảm với Lưu Bị. Do sự thuyết phục của Pháp Chính và sau đó là Bàng Thống, khi ra mặt trận, Lý Nghiêm và Phí Quan lập tức quy hàng Lưu Bị, khiến quân Ích châu càng sa sút tinh thần chiến đấu.
Trương Nhiệm cô thế phải rút về Lạc Thành, phòng giữ các nơi hiểm yếu. Lưu Chương nghe tin báo về, bèn phát binh bao vây Hà Manh, cắt đứt đường tiếp viện của Lưu Bị. Lưu Bị trước mặt không thể đánh hạ được Lạc Thành, lại bị vây từ phía sau, tình hình khá nguy hiểm. Mùa hè năm 213, Lưu Bị bí mật sai người theo đường thủy về Giang Lăng hạ lệnh điều động Trương Phi, Triệu Vân và Gia Cát Lượng vào Ích châu trợ chiến, hẹn hội binh ở Thành Đô; để Quan Vũ ở lại trấn thủ Kinh châu.

### Viện binh từ Kinh châu
Theo lệnh của Lưu Bị, từ cuối năm 213, quân Kinh châu tiếp ứng của Trương Phi, Triệu Vân chia làm 2 đường: Trương Phi và Gia Cát Lượng đi đường phía bắc, Triệu Vân đi đường phía nam. Tham gia còn có các văn thần Tưởng Uyển, Giản Ung. 
Tam Quốc diễn nghĩa kể rằng lúc đó Gia Cát Lượng thống lĩnh Trương Phi và Triệu Vân mang cánh quân vào Tây Xuyên. Các sử gia đính chính rằng: thực tế là Trương Phi và Triệu Vân theo lệnh của Lưu Bị mang theo Gia Cát Lượng cùng đi, vì lúc đó chức vụ của Trương Phi (Chinh lỗ tướng quân) cao nhất, sau đó đến Triệu Vân (Nha môn tướng quân), rồi mới đến Gia Cát Lượng (Quân sư trung lang tướng, chức "trung lang tướng" còn kém "tướng quân" một cấp).
Cánh quân của Trương Phi, Triệu Vân và Khổng Minh rầm rộ tiến bình định các quận huyện. Trương Phi đánh Ba quận, Gia Cát Lượng đánh Ba Đông, Triệu Vân đánh Giang Dương và quận Kiện Vi.
Trương Phi đụng thái thú Ba quận là Nghiêm Nhan. Nghiêm Nhan trí dũng song toàn, thành trì ở vùng núi hiểm trở nên không quy phục. Trương Phi dùng mưu kế đánh bại và bắt sống Nghiêm Nhan. Trước sự khẳng khái của Nghiêm Nhan, ông cởi trói, trọng đãi Nghiêm Nhan, dụ được Nghiêm Nhan đầu hàng.
Sau đó Trương Phi cùng Gia Cát Lượng tiếp tục đi theo đường phía bắc, theo lối Bồi Giang lên phía tây bắc qua Hợp Xuyên, Toại Ninh, Tam Đài. Trương Phi được Nghiêm Nhan hỗ trợ dụ hàng các vùng Ba Tây, Đức Dương. Lưu Chương sai lão tướng Trương Duệ mang quân ra kháng cự, bị Trương Phi đánh tan. Trương Duệ mang tàn quân chạy về Thành Đô. Trương Phi chuyển qua hướng tây để hợp binh với Lưu Bị và Triệu Vân đánh Lạc Thành rồi tấn công vào Thành Đô.
Trong khi đó, Triệu Vân cầm quân đi theo con đường phía nam. Khi đến huyện Giang Châu, Triệu Vân từ Mân Giang tiến lên Giang Dương.
Ông theo đường phía tây nam xuống chiếm Giang Dương. Từ đó, Triệu Vân tiến vào quận Kiện Vi, rồi lên phía bắc qua Nội Giang, Tư Trung, Giản Dương. Sau đó Triệu Vân hội binh với Trương Phi và Gia Cát Lượng cùng giúp Lưu Bị đánh Lạc Thành.
Tại chiến trường Hà Manh, Hoắc Tuấn trong thành chỉ có mấy trăm quân sĩ nhưng vẫn kiên cường phòng thủ, quân Lưu Chương đánh hơn một năm vẫn không thể hạ được. Hoắc Tuấn chờ lúc sơ hở, lựa quân tinh nhuệ xuất kích, đại phá địch, chém đầu tướng của Lưu Chương là Hướng Tồn.

### Chiếm Lạc Thành
Mùa hè năm 214, các cánh quân Kinh châu đều thắng trận. Lưu Bị nghe tin, bèn cùng Bàng Thống chia đường tấn công Lạc Thành. Bàng Thống dẫn một cánh quân dụ được tướng giữ thành là Trương Nhiệm ra khỏi Lạc Thành.
Trương Nhiệm kéo ra phía nam, đóng quân ở Nhạn Kiều. Lưu Bị bèn chặt đứt đường về của Trương Nhiệm, còn Bàng Thống dẫn quân quay lại đánh Trương Nhiệm ở Nhạn Kiều. Bàng Thống bị trúng tên và tử trận. Lưu Bị đánh bại và bắt sống Trương Nhiệm. Vì Trương Nhiệm không hàng nên Lưu Bị sai mang chém.
Tam Quốc diễn nghĩa kể rằng trận Lạc Thành diễn ra trước khi Trương Phi, Triệu Vân và Gia Cát Lượng mang quân vào Tây Xuyên. Trước khi Bàng Thống tiến quân, Khổng Minh đã đưa thư cảnh báo nên thận trọng nhưng Bàng Thống nghĩ Khổng Minh ghen tị với mình nên không nghe lời can của Khổng Minh. Trước khi ra quân, Lưu Bị còn đổi cho ông con ngựa bạch của mình, ông rất cảm kích. Bàng Thống vì chủ quan khinh địch nên lọt vào trận mai phục của Trương Nhiệm. Vì cưỡi ngựa bạch nên ông bị tưởng lầm là Lưu Bị, loạn tiễn đều nhằm vào ông mà bắn, cuối cùng cả người lẫn ngựa chết dưới chân gò Lạc Phượng (tên gò cũng là điềm gở vì ông có danh xưng là Phượng Sồ). Sau khi Bàng Thống mất, Gia Cát Lượng mới được huy động vào Ích châu, dùng kế bắt Trương Nhiệm trả thù cho ông.
Trên thực tế, cánh quân Gia Cát Lượng và Trương Phi đã cùng phối hợp với Lưu Bị và Bàng Thống tại Ích châu từ hơn nửa năm trước khi ông mất. Lưu Bị và Bàng Thống cầm quân tác chiến độc lập, đánh bại bắt Trương Nhiệm ở Lạc Thành. Bàng Thống không may bị tên bắn phải giữa trận tiền mà qua đời chứ không phải vì bị trúng kế đối phương.

### Chiếm Thành Đô
Ba cánh quân Kinh châu đã bao vây sáp Thành Đô. Cùng lúc đó, Mã Siêu ở Lương châu đã bị Tào Tháo đánh bại 2 lần, phải đến Hán Trung đầu hàng Trương Lỗ. Lưu Bị biết được chuyện Mã Siêu đang bất mãn vì không được trọng dụng liền cử tướng đầu hàng của Lưu Chương là Lý Khôi thuyết phục Mã Siêu theo về với Lưu Bị. Mã Siêu bí mật viết thư xin đầu quân cho Lưu Bị, giết viên giám quân của Trương Lỗ là Dương Bách (杨柏), bỏ vợ con chạy theo lối Vũ Đô, qua nơi ở của rợ Đê để vào đất Thục, đến ngoại thành Thành Đô nơi Lưu Bị đang đóng quân.
Khi Mã Siêu đến nơi, Lưu Bị sai người nghênh đón Mã Siêu trọng thể, đồng thời ông cũng sai người lên kế hoạch phối hợp, hỗ trợ cho Mã Siêu tiến đánh Thành Đô, giành lấy công đầu. Theo kế hoạch này, Mã Siêu không vội tiến binh đến thẳng Thành Đô mà đóng đối diện để phô trương thanh thế và uy hiếp trực tiếp Thành Đô, đồng thời Lưu Bị cũng bí mật điều binh mã của mình giao cho Mã Siêu thống lĩnh để tăng cường lực lượng, cho quân đổi áo theo trang phục người Hồ ở Lương châu, khiến người Thành Đô tưởng là đội quân Tây Lương thiện chiến của Mã Siêu đông đảo.
Ban đầu, Pháp Chính viết thư cho Lưu Chương khuyên nên đầu hàng, nhưng Lưu Chương không chịu. Tuy nhiên, Mã Siêu sau khi được tăng cường lực lượng lập tức thống lĩnh quân đội thần tốc tiến thẳng đến Thành Đô đóng quân ở phía Bắc trực tiếp uy hiếp thủ phủ của Ích châu. Nhìn thấy quân đội của Mã Siêu, dân chúng trong thành sợ hãi, hoảng loạn, nhưng vẫn khăng khăng chống cự trong một cuộc chiến tuyệt vọng. Mặc dù vậy, Lưu Chương sau khi nghe tin quân Mã Siêu mạnh mẽ lợi hại, bèn thôi ý định chống cự, mở cửa thành ra hàng, dù rằng trong thành vẫn còn 3 vạn quân và lương thực đủ dùng trong 01 năm.
Chiến dịch tiến đánh Thành Đô diễn ra một cánh chóng vánh. Trong vòng chưa đầy 10 ngày từ khi Mã Siêu tới, Thành Đô đã thuộc về Lưu Bị. Sử sách ghi chép lại: Siêu đến nơi, hạ lệnh đóng quân ở phía bắc Thành Đô, Siêu đến chưa đầy một tuần mà lòng người ở Thành Đô tan lở cả... Siêu tiến binh thẳng đến dưới chân thành. Người trong thành hoang mang sợ hãi, Chương lập tức ra hàng. Ông nói: 
| “ | Cha con ta ở Ích châu hơn hai mươi năm, không có ân đức gì với bách tính. Ba năm nay bách tính chinh chiến triền miên, xương thịt phơi đầy đồng, ấy là vì Chương vậy, sao ta có thể an lòng đây! | ” |

Lưu Chương mở cửa thành ra hàng, quần thần chẳng ai không sa nước mắt. Lưu Bị tiếp nhận sự đầu hàng của Lưu Chương, đưa về an trí cùng gia quyến tại thành Công An (quận Vũ Lăng, Kinh châu), cho Lưu Chương giữ nguyên ấn Chấn uy tướng quân mà Tào Tháo từng nhân danh Hán Hiến Đế phong cho Lưu Chương.
Lưu Bị tự xưng làm Châu mục Ích châu, phong cho Trương Phi làm thái thú Ba Tây, Lý Nghiêm làm thái thú Kiện Vi, Phí Quan làm thái thú Ba quận, Đổng Hòa làm thái thú quận Ích Châu (quận tại Vân Nam hiện nay). Lưu Bị sau đó kết hôn với chị của Ngô Ý và cố gắng để áp đặt quyền kiểm soát trên lãnh thổ Ích châu. Quan lại các châu quận đều ngả theo Lưu Bị, chỉ có Hoàng Quyền đóng cửa thành cố thủ. Mãi đến khi Lưu Chương đầu hàng, Hoàng Quyền mới ra quy thuận.

## Hậu quả và ý nghĩa
Lưu Bị đã làm chủ được đất Thục, phần lớn Ích châu, thực hiện thành công bước 2 trong Long Trung đối sách mà Gia Cát Lượng vạch ra: tạo dựng địa bàn để gây cơ nghiệp và dùng hai con đường tây (Tần Xuyên), nam (Kinh châu) để tiến vào trung nguyên, tranh giành thiên hạ.
Kết quả chiến dịch này khẳng định thêm một bước xu hướng chia ba thiên hạ của 3 nhà Tào Tháo, Tôn Quyền và Lưu Bị. Trong các quân phiệt đương thời chỉ còn lại Trương Lỗ với địa bàn Hán Trung, trở thành nhỏ yếu nhất trong các quân phiệt. Kết quả chiến dịch khiến thế lực của Lưu Bị mở rộng sang phía tây, hối thúc Tào Tháo phải hành động để ngăn chặn sự phát triển ở Ích châu của Lưu Bị.
Địa bàn mà Lưu Bị chiếm được sau chiến dịch này chính là phần cơ bản của lãnh thổ nước Thục Hán về sau của cha con ông.

## Đánh giá
Việc đánh chiếm Ích châu nằm trong chiến lược của không chỉ Lưu Bị, mà còn của cả Tôn Quyền. Nhưng Lưu Bị có lợi thế địa bàn liền kề, và có cơ hội là lời mời của Lưu Chương. Mặc dù trong hàng ngũ quan lại, tướng sĩ Tây Xuyên có không ít người nghi ngờ Lưu Bị và can ngăn Lưu Chương (như Hoàng Quyền, Lưu Ba, Vương Lũy), nhưng có ý kiến cho rằng: Lưu Chương không ngốc tới mức dâng Ích châu cho Lưu Bị, mà bản thân ông đã có toan tính khác. Vì nhân sự phức tạp ở Ích châu, một nửa là tập đoàn Đông châu do Lưu Yên mang ở Nam Dương vào và nửa kia là người bản địa Ích châu không hòa hợp, Lưu Chương lo sợ người bản địa chống đối ngay bên cạnh là lớn hơn cả, nên muốn mượn tay Lưu Bị là người cùng họ vào đóng quân để trấn áp quan lại bản địa; mặt khác để Lưu Bị đánh Trương Lỗ sẽ chiếm Hán Trung sẽ làm lá chắn phía bắc chống Tào Tháo cho Tây Xuyên. Tuy nhiên, Lưu Chương không ngờ được rằng Lưu Bị không để mình chỉ huy, và hai thuộc hạ cốt cán Pháp Chính, Trương Tùng lại ngầm phản mình, vì thế trong diễn biến sự việc, Lưu Chương luôn ở thế bị động.
Về phía Lưu Bị, cũng có ý kiến cho rằng ông không nên đánh chiếm Tây Xuyên theo cách đã làm. Về mặt đạo lý, nếu không thể công khai mượn binh lực Lưu Chương để đông tiến đánh Tào Tháo với danh nghĩa "giúp nhà Hán" thì nên thẳng thừng coi Lưu Chương là kẻ địch, không cần tận dụng những tay trong như Trương Tùng, Pháp Chính mà mang quân đối đầu với quân Ích châu ngay từ đầu. Cái cách Lưu Bị làm là ban đầu kết thân với Lưu Chương, bằng lòng đánh Trương Lỗ, rồi đột nhiên trở mặt, lấy oán trả ơn, câu kết với thuộc hạ của Lưu Chương, là cách được xem là "không bằng hạ sách".

## Tướng lĩnh tham chiến
| - Lưu Bị - Bàng Thống † - Lưu Phong - Giản Ung - Pháp Chính - Hoàng Trung - Ngụy Diên - Hoắc Tuấn - Mạnh Đạt - Trương Phi - Gia Cát Lượng - Triệu Vân - Mã Siêu, rời bỏ Trương Lỗ và dẫn quân trợ chiến Lưu Bị. - Mã Tắc - Y Tịch - Lý Khôi - Tông Dự - Phùng Tập - Trương Nam - Lưu Ung - Bành Dạng - Tiết Vĩnh | - Lưu Chương (POW) - Trương Nhiệm † - Trác Ưng (POW) - Ngô Lan (POW) - Lôi Đồng (POW) - Lưu Tuần (POW) - Dương Hoài † - Cao Bái † - Lưu Hội † - Lãnh Bào † - Đặng Hiền (POW) - Ngô Ý (POW) - Lý Nghiêm (POW) - Phí Quan (POW) - Trương Dực (POW) - Nghiêm Nhan (POW) - Trương Duệ (POW) - Hứa Tĩnh (POW) - Hoàng Quyền - Lưu Ba - Trương Túc (POW) - Trương Dực (POW) - Chu Thúc Hiền † - Vương Liên |

## Trong Tam Quốc diễn nghĩa
Trong tiểu thuyết Tam Quốc diễn nghĩa, nhà văn La Quán Trung đã hư cấu khá nhiều tình tiết về chiến dịch Tây Xuyên.
- Việc Tôn Quyền muốn tranh đường vào Tây Xuyên với Lưu Bị được hư cấu thành Khổng Minh chọc tức Chu Du lần thứ 3: Lưu Bị đồng ý cho Chu Du mượn lối qua Kinh châu vào đánh Thục, nhưng khi quân Giang Đông đến, Khổng Minh lại tung phục binh ra đánh úp khiến Chu Du tức trào máu, vỡ vết thương ra và qua đời
- Ý định giết Lưu Chương của Bàng Thống trong buổi gặp mặt với Lưu Bị (nhưng Lưu Bị phản đối) được La Quán Trung cụ thể hóa thành việc Bàng Thống sai các tướng múa gươm trên tiệc
- Hoàng Trung và Ngụy Diên tranh công khi tiến quân
- Khổng Minh xem thiên văn và đoán biến Bàng Thống sắp gặp nguy hiểm nên cảnh báo, nhưng Bàng Thống chủ quan không nghe và bị tử trận ở gò Lạc Phượng. Vì Bàng Thống mất, không còn người tham mưu, Lưu Bị phải triệu Gia Cát Lượng cùng các tướng Trương Phi, Triệu Vân vào Xuyên. Gia Cát Lượng dùng kế bắt Trương Nhiệm trả thù cho Bàng Thống
- Mã Siêu không lập tức đến hàng Lưu Bị, mang quân đánh Thành Đô mà còn phục vụ dưới quyền Trương Lỗ. Trương Lỗ nhận lời cầu cứu của Lưu Chương, sai Mã Siêu cầm quân đi. Mã Siêu kịch chiến với Trương Phi bất phân thắng bại tại Hà Manh quan. Vì Trương Lỗ tin dùng gian thần Dương Tùng, đẩy Mã Siêu vào thế bí, Lưu Bị mới sai Lý Khôi đến làm thuyết khách khuyên Mã Siêu hàng. Mã Siêu nhận lệnh của Lưu Bị, cầm quân đi đánh Thành Đô. Lưu Chương không biết Mã Siêu theo Lưu Bị, bèn chuẩn bị nghênh đón. Nghe Mã Siêu tuyên bố đã theo Lưu Bị, Lưu Chương tuyệt vọng mở cửa thành đầu hàng.